# Baudenbach
Baudenbach è un comune tedesco di 1 209 abitanti situato nel land della Baviera.